# Baloba
Albums de Africando
Gombo Salsa
(1996) El Mejor
(1998)
Baloba est le quatrième album du groupe Africando sorti en 1998.

## Liste des Titres
| No  | Titre                                                                     | Auteur                       | Durée |
| --- | ------------------------------------------------------------------------- | ---------------------------- | ----- |
| 1.  | Am Saaxul                                                                 | Médoune Diallo               | 4:15  |
| 2.  | Ayo Nene                                                                  | Laba Sosseh ft Boncana Maïga | 5:04  |
| 3.  | Te Voy A Matar... con Amor                                                | Ronnie Barò                  | 4:54  |
| 4.  | Aïcha (reprise de la chanson de Khaled composée par Jean-Jacques Goldman) | Nicolas Menheim              | 5:12  |
| 5.  | Huenouhwo                                                                 | Gnonnas Pedro                | 4:41  |
| 6.  | Dalaka                                                                    | Sekouba Bambino              | 5:02  |
| 7.  | Katiana                                                                   | Nicolas Menheim              | 4:36  |
| 8.  | Guarachea Mi Chula                                                        | Ronnie Baró                  | 4:10  |
| 9.  | Demal                                                                     | Nicolas Menheim              | 5:02  |
| 10. | Aminata                                                                   | Laba Sosseh                  | 5:04  |
| 11. | La Vie en rose, reprise d'Édith Piaf                                      | Gnonnas Pedro                | 4:56  |
| 12. | Dacefo                                                                    | Gnonnas Pedro                | 3:50  |
| 13. | Aïcha (version wolof)                                                     | Nicolas Menheim              | 3:50  |

## Musiciens ayant participé à cet album

### Chanteur d'Africando
- Nicolas Menheim
- Sekouba Bambino
- Gnonnas Pedro
- Medoune Diallo
- Ronnie Baró

### Invité
- Laba Sosseh
- Boncana Maïga